# Den store pyramide i Giza
Den store pyramide i Giza eller Keopspyramiden (oldegyptisk: Akhet-Khufu, Khufus Horisont) er farao Keops' grav, og er en af pyramiderne i pyramidekomplekset ved Giza. Den blev bygget i det 4. Dynasti af Det gamle Egypten. Keopspyramiden er det ældste, men også det eneste overlevende af verdens syv underværker, bygget omkring 2560 f.Kr. Pyramiden ligger i Giza, i Kairos nærhed.

## Pyramiden
Den store pyramide ved Giza er bygget som gravplads for farao Keops (Khufu på egyptisk) af det 4. dynasti, men der er dog aldrig fundet nogen mumie eller noget gravgods i pyramiden. Vi ved i virkeligheden ikke meget om personen Keops, og hans grav er plyndret længe før den første arkæolog dukker op. Han er gravsat alene i pyramiden, mens hans hustruer formentlig er begravet i mindre mastabaer ved foden. For egypterne, og ifølge egyptiske mytologi, er farao, selv mens han er i live, Gud. Han er den eneste, som kan viderebringe ønsker fra de dødelige til guderne og formidle gudernes vilje tilbage. Det har været en udbredt misforståelse, at pyramiderne blev bygget af slaver. Myten om slavearbejdet kan primært tilskrives den græske historiker Herodot, som besøgte Giza omkring 500 f.Kr. – men da havde pyramiderne ligget der omkring 2.000 år. Pyramiden er også kaldet: "Pyramiden på stedet hvor sol står op og sol går ned".
Keopspyramiden er det ældste, men også det eneste overlevende af oldtidens syv vidundere, bygget omkring 2560 f.Kr. Byggeriet menes at have strakt sig over 20-30 år. Pyramiden havde oprindelig en glat overflade, men størstedelen af denne er forsvundet med tiden. På det nærliggende museum befinder sig den mystiske "solbåd", som blev fundet i 1954. Den har formentlig været anvendt til at transportere Keops' døde krop på hans sidste rejse, før han blev stedt til hvile i pyramiden.
Da den blev bygget, var den 146 meter høj, men siden har tidens tand gnavet ca. 10 meter af højden. Det var en dansker, som foretog de første rimeligt nøjagtige målinger af Keops. Det var landmåleren og astronomen Carsten Niebuhr, der som medlem af ekspeditionen til Yemen i 1762 ved hjælp af vinkelmålinger og anvendt trigonometri beregnede pyramidens højde til 138 meter, mindre end 1 meter fra den højde, som anerkendes i dag. Hældningen er ca. 52 grader, og pyramiden er orienteret efter verdenshjørnerne. Der er brugt mere end 2 millioner kalkstenblokke, som hver vejer omkring 2½ tons, de største, de der dannede loft over kongekammeret, omkring 50 tons. Stenene er hugget ud af et stenbrud i nærheden. Det er beregnet, at man med disse sten kunne bygge en 3 meter høj og 30 cm bred mur omkring hele Frankrig. Til gangene og kamrene er anvendt granit fra Aswan. Pyramidens overflade har været beklædt med hvide kalksten fra Tura, men næsten alt er forsvundet, dels ved erosion, dels ved anvendelse til andre byggeformål. Facadestenene har været omhyggeligt polerede og holdt sammen med et bindemiddel. Platformen på toppen er efter sigende ca. 10 m².
Den originale indgang til pyramiden var ca. 15 meter højere end den, der anvendes i dag, hvilket skyldes, at man havde problemer med at finde den originale. Den nye adgang kobler sig dog hurtigt på den oprindelige passage, som er godt 1 meter på hver led og har en hældning på 26 grader. Hvor passagen flader ud, kan man enten fortsætte lige ud til Dronningekammeret, eller man kan følge passagen opad til Det Store Galleri. Dronningekammeret har aldrig været i brug. Nogle mener, at det skyldes, at Keops' sarkofager var for store til de snævre gange. Der findes ventilationsskakter, men det antages, at disse snarere tjente religiøse formål, fx for at give et kig til de stjerner, hvor de gamle egyptere mente at guderne og de dødes sjæle levede.
Det Store Galleri er 1-1½ meter bredt, 48 meter langt og 8,5 meter i højden. Det fører frem til Kongekammeret. Væggene er lavet af lyserød granit fra Aswan. I kammeret er der en enorm sarkofag, lavet af rød Aswan-granit. Så stor er den, at den må være anbragt, allerede da man byggede pyramiden. Kongekammeret er 5,2m x 10,8m x 5,8m i højden. Også her finder vi ventilationsskakter.
Øst for Keopspyramiden ligger tre mindre pyramider, formentlig til hans søster/hustru Merites, og muligvis to andre dronninger. Vest for Keops ligger den kongelige kirkegård, som omfatter 15 mastabaer. I en af disse fandt man en mumie af en 4.600 år gammel kvinde. Ved den sydlige ende af pyramiden ligger "the Boat Pits and Museum", hvor man kan se en af de fem både, som blev opdaget i 1982. Båden er formentlig (tænkt) anvendt til guden Faraos rejse til det hinsidige.
Man har fundet ud af at ham der "lavede" den første pyramiden hed "Imhotep".

## Hvorledes har man bygget pyramiden?
Der er for få eller ingen kildehenvisninger i denne artikel, hvilket er et problem. Du kan hjælpe ved at angive troværdige kilder til de påstande, som fremføres i artiklen.

Herodot mente, at det havde taget 100.000 arbejdere 30 år at bygge Keopspyramiden. En anden teori er, at den blev bygget af bønder i de perioder, hvor Nilen oversvømmede deres marker, dvs. fra juli til november. Netop de tilbagevendende oversvømmelser kan have hjulpet pyramidebyggerne, da mange sten blev fragtet til Giza fra Aswan og Tura ad vandvejen. Som nævnt er den bygget mellem 2589 og 2566 f.Kr. I dag mener man der var tale om 20.000 arbejdere og en periode på 20 år.
Den danske civilingeniør P. Garde-Hansen har beregnet,[kilde mangler] at der til opførelse af en rampe til toppen af pyramiden vil medgå ca. 7 gange så meget materiale som til pyramiden selv. Blokkene skal brydes, slæbes ned til Nilen (hjulet er endnu ikke opfundet), fragtes over på vestbredden, slæbes op på Gizaplateauet og derefter stables.
Hvis man betænker, at farao Snefru – Kheops' far – i sin 24-årige regeringstid stod for opførelse af 3 pyramider, er det svært at forestille sig, hvorledes dette enorme arbejde er udført.
Når det var besluttet, hvor man ville bygge pyramiden, var den første store opgave at nivellere arealet. Det er estimeret, at Kheopspyramidens enorme grundplan kun afviger 1½ cm fra det vandrette plan. Dette skyldes at hjørnerne er en rekonstruktion. Forskere mener, at man har anlagt en midlertidig lav dæmning af ler rundt om fundamentsområdet og derefter sat det under vand. Herefter borede man huller ned i grundklippen, således at afstanden fra bunden af hullerne til vandoverfladen var den samme overalt. Efter at have ledt vandet bort igen skulle man bare borthugge alt det overflødige materiale over bundniveauet. Enkelt og genial anvendelse af vaterpas-teknik.

## Alternative teorier
I de seneste tredive år har forfattere og forskere som Erich von Dänicken, Robert Bauval og Graham Hancock fremført teorier, som alle er i ret voldsom modstrid med den traditionelle opfattelse af pyramidens historie. Fælles for de tre er en tro på, at pyramiden allerede blev bygget omkring år 10000 f.Kr. og ikke år 2560 f.Kr. (Keops' omtrentlige dødsår). Pyramiderne skulle altså være bygget af en nu tabt civilisation. De tre forfattere mener også, at kunne finde spor bl.a. i Syd- og Mellemamerika på en sådan civilisation. Teorierne nyder en ringe tilslutning i det traditionelle forskermiljø, men de tre forfatteres populærvidenskabelige bøger om emnet er alle blevet bestsellere. Forfatteren Tons Brunés havde en teori om at pyramiden måske ikke var et gravkammer, men i stedet brugt til at generere elektricitet ved solens hjælp. Andre herunder Rune Fink Isaksen mener at det store galleri kan have været anvendt til at kortlægge stjernehimlen og at pyramidens øverste halvdel er bygget senere. Rune Fink Isaksen har endvidere en teori om at pyramiden er jordens og solens målesten hvilket er understøttet ved perfekte tal (6, 28, 496 ...) i dens disposition i kgl. egyptiske alen.
Der er imidlertid også videnskabeligt velfunderede teorier, der overbevisende redegør for, at Keops' pyramide ikke blev bygget af udhuggede kalksten, men at mange af kalkstenene er blevet støbt ligesom beton.

### Geometrien
I 1987 udgav Bent Heick Hansen en publikation, hvor han argumenterer for, at Kheops-pyramiden er konstrueret med anvendelse af målforholdet 7:9. Han viser hvordan man kan opdele såvel en linje (en målesnor) som et kvadrat i dette forhold. Det vises også at denne opdeling kun afviger lidt, men alligevel afgørende, fra forholdet 3:4, som kan ses at være anvendt ved såvel tidligere som senere byggerier i Egypten. Den geometriske opbygning af pyramiden og placeringen af dens gange og kamre kan konstrueres ved gentagen anvendelse af forholdet 7:9 og underinddeling af 7-delen i 3:4 – altså mål som kan frembringes på og afsættes ved hjælp af en målesnor.